# Admiral Graf Spee (križarka)
Admiral Graf Spee (vzdevek: Graf Spee) je bila ena izmed najbolj znanih nemških težkih križark druge svetovne vojne. Ime je dobila po admiralu Maximilianu von Speeu, ki je življenje izgubil v bitki pri Falklandskih otokih med prvo svetovno vojno. Spadala je med nemške žepne bojne ladje razreda Deutschland. Ladja je imela še dve sestrski ladji; Deutschland, po kateri je razred tudi dobil ime, in Admiral Scheer. Gradnja ladje, ki je bila posebej zasnovana, da se izogne versajskim omejitvam, se je začela 1. oktobra 1932, 30. junija 1934 je bila splovljena, 6. januarja 1936 pa predana v uporabo nemški Kriegsmarine.
Ob izbruhu druge svetovne vojne se je ladja nahajala na Atlantiku, kjer je takoj po njenem začetku pričela napadati zavezniške trgovske ladje. Zavezniki so nanjo organizirali obsežen lov, vendar se je križarki z različnimi zvijačami vsakič posrečilo izmuzniti zasledovalcem. Tako je bilo vse do 13. decembra 1939, ko je britanska mornarica križarko dokončno izsledila. Sledila je bitka v ustju reke Rio de la Plata. V bitki je bila nemška križarka težko poškodovana, zato se je zatekla v Montevideo. V brezizhodnem položaju in po posvetu s poveljstvom se je kapitan Langsdorff odločil, da ladjo potopi. Sedemnajstega decembra zjutraj je posadka ladjo potopila v ustju reke, nedaleč od pristanišča.  Posadko nemške ladje je interniral Urugvaj, kapitan pa je tri dni pozneje naredil samomor.